# Philip Houm
Philip Houm, född den 20 april 1911 i Kristiania (nuvarande Oslo), död den 22 april 1990 i Oslo, var en norsk litteraturhistoriker och känd som kritiker i tidningen Dagbladet.

## Biografi
Houm utexaminerades år 1929 och använde flera år för att nå magisterexamen 1938 för en avhandling om Olaf Bull. Han hade då redan arbetat som kritiker, skrivet företagshistorian om Oslos Spårvägar och debuterade med en essä om Bull i Nordisk Tidskrift 1933. Han var också universitetslektor i Sverige 1939-1945.
När han återvänt till Norge år 1945, blev han ny huvudanmälare i Dagbladet. År 1947 blev han tillfrågad av Aschehoug om att skriva en avslutande volym om norsk litteraturhistoria, känd som Bull-Paasche- Winsnes–Houm. Efter denna utgivning stod det klart att han kunde räknas till sin generations främsta kritiker. När boken lagts fram 1955, blev den också okonventionellt accepterad som en doktorsavhandling.
Hoem engagerade sig så småningom i norsk religionsdebatt, där han gav sig själv en roll som en kritiker av lekmannapietismen och av traditionella kristna trosuppfattningar.
Hoem var verksam i Norska litteraturkritikerföreningen (ordförande 1949-1953), i Föreningen Norden, i det norska Språkrådet, som medlem i Norska författarföreningens litterära råd och styrelseledamot vid Nationaltheatret. Han utsågs statsstipendiat 1977, fick Fritt Ords pris 1980 och var hedersmedlem i det norska parapsykologiska sällskapet.